# Festivalbar 1998 (compilation)
Festivalbar 1998 è una compilation pubblicata nell'estate 1998 contemporaneamente alla messa in onda del celebre Festivalbar. È stata pubblicata in 4 diversi dischi, due nell'edizione "rossa" e due nell'edizione "blu". La prima è stata pubblicata dalla EMI, la seconda dalla BMG Ricordi.
I due album contengono i maggiori successi musicali della stagione.
Una terza compilation intitolata Festivalbar 98 Superdance è stata pubblicata lo stesso giorno e conteneva 20 brani dance.

## Festivalbar '98 - Compilation Rossa
È entrata nella Superclassifica di TV Sorrisi e Canzoni l'8 giugno 1998. Il 21 settembre 1998 si trovava nella 12ª posizione, mentre il 28 settembre è scesa al 15º posto.

### Disco 1
1. Vasco Rossi – Io no
2. Simple Minds – War Babies
3. All Saints – Never Ever
4. Angelo Branduardi – Il giocatore di biliardo
5. Cornershop – Brimful of Asha Norman Cook Remix]
6. Prozac + – Colla
7. Backstreet Boys – All I Have to Give
8. Ustmamò – Cosa conta
9. Lighthouse Family – High
10. Eagle Eye Cherry – Save Tonight
11. Litfiba – Sparami
12. Lenny Kravitz – If You Can't Say No
13. Elisa – Mr. Want
14. Los Umbrellos – No tengo dinero
15. Gianluca Grignani – Mi piacerebbe sapere
16. Janet Jackson – I Get Lonely

### Disco 2
1. Biagio Antonacci – Mi fai stare bene
2. Spice Girls – Stop (David Morales remix)
3. The Verve – Sonnet
4. Antonella Ruggiero – Vacanze romane
5. Babybird – You're Gorgeous
6. Smash Mouth – Walkin' on the Sun
7. Boyzone – All That I Need
8. Soerba – I Am Happy
9. Ace of Base – Life Is a Flower
10. Michele Zarrillo – Una rosa blu
11. Aqua – My Oh My
12. Niccolò Fabi e Max Gazzè – Vento d'estate
13. Natalia Estrada – Chiquita bon bon
14. Robbie Williams – Let Me Entertain You
15. Propellerheads e Shirley Bassey – History Repeating
16. Neri per Caso – Sogno

## Festivalbar '98 - Compilation Blu
È entrata nella Superclassifica di TV Sorrisi e Canzoni l'8 giugno 1998. Il 21 settembre 1998 si trovava nella 15ª posizione, mentre il 28 settembre è scesa al 24 ° posto.

### Disco 1
1. Pino Daniele – Senza peccato
2. Natalie Imbruglia – Torn
3. Eros Ramazzotti – Ancora un minuto di sole
4. Patty Pravo – Les etrangers
5. Articolo 31 – La fidanzata
6. Alexia – The Music I Like
7. Nek – Se io non avessi te
8. Mietta – Angeli noi
9. Oasis – Don't Go Away
10. Giorgia – In vacanza con me
11. Corrs – I Never Loved You Anyway
12. Morcheeba – The Sea
13. Robert Miles – Full Moon
14. Fiorella Mannoia – Non sono un cantautore
15. Jestofunk – Special Love

### Disco 2
1. Luca Carboni – La cravatta
2. Céline Dion – The Reason
3. B-Nario – Passeggiando col mio cane
4. Paola Turci – Fammi battere il cuore
5. Almamegretta – Black Athena
6. Ivana Spagna – Il bello della vita
7. Cleopatra – Cleopatra's Theme
8. Anouk – Nobody's Wife
9. Massimo Di Cataldo – Senza di te
10. Wes – Alane
11. Silvia Salemi – Odiami perché
12. Sweetbox – Don't Go Away
13. Alex Baroni – Onde
14. Enya – Only If...
15. Michael Bolton – Nessun dorma

## Festivalbar 98 Superdance
1. Vengaboys - Up e down
2. Simone Jay - Luv-thang
3. Janet Jackson - Go deep
4. Mousse T feat. Hoh't' Juicy - Horny
5. Junkfood Junkies feat. Mc Quest - Work it
6. A.K. Soul feat. Jocelyn Brown - Show you love
7. Eddie Amador - House music
8. Molella e Phil Jay - With this ring let me go
9. Neja - Restless
10. Gala - Suddenly
11. Paradisio - Bandolero
12. Sash! - La primavera
13. Ultra Natè - Found a cure
14. Gigi D'Agostino - Elisir
15. Perpetual Motion - Keep on dancin
16. Santos & Sabino - Lararari
17. Coimbra - Another star
18. Forest For the Trees - Dream
19. The Tamperest feat. Maya - Feel it
20. Blackwood - Friday night

## Classifiche

### Versione rossa
| Classifica (1998)                     | Posizione |
| ------------------------------------- | --------- |
| Classifica degli album italiana       | 2         |
| Classifica di fine anno italiana 1998 | 17        |

### Versione blu
| Classifica (1998)                     | Posizione |
| ------------------------------------- | --------- |
| Classifica degli album italiana       | 6         |
| Classifica di fine anno italiana 1998 | 35        |